# エロディ・ブシェーズ
エロディ・ブシェーズ（Élodie Bouchez, 1973年4月5日 - ）は、フランスの女優。

## 人物
1998年の『天使が見た夢』でカンヌ国際映画祭女優賞、ヨーロッパ映画賞女優賞、セザール賞を受賞した。
2005年からアメリカのテレビシリーズ『エイリアス』に出演している。
ダフト・パンクのトーマ・バンガルテルと結婚し、子供が二人いる。

## 主な出演作品
- スタン・ザ・フラッシャー Stan the Flasher（1990）
- 青春シンドローム Le Péril jeune (1994)
- 野性の葦 Les Roseaux sauvages (1994)
- いちばん美しい年齢 Le Plus bel âge... (1995)
- フルスピード À toute vitesse (1996)
- シューティング・スター Le Ciel est à nous (1997)
- 日曜日の恋人たち J’aimerais pas crever un dimanche (1998)
- キッドナッパー Les Kidnappeurs (1998)
- 天使が見た夢 La Vie rêvée des anges (1998)
- ラヴァーズ 'Lovers (1999)
- CQ CQ (2001)
- プセの冒険 真紅の魔法靴 Le Petit Poucet (2001)
- 陽のあたる場所から Stormy Weather (2003)
- エイリアス Alias (2005 - 2006) テレビシリーズ
- 変態ピエロ Héros (2007)
- リアリティ Réalité (2014)
- 警視ヴィスコンティ 黒の失踪 Fleuve noir (2018)